# Oostzanerwerf
Oostzanerwerf è un quartiere nello stadsdeel di Amsterdam-Noord, nella città di Amsterdam.
Prima di diventare un quartiere di Amsterdam, Oostzanerwerf era una frazione del comune di Oostzaan Oostzanerwerf. Una parte del quartiere prende il nome di Molenwijk, famoso per lo zoo e il parco botanico situati in questa zona.